# Espace urbain de Villefranche-de-Rouergue
L’espace urbain de Villefranche-de-Rouergue est un espace urbain français centré sur la ville de Villefranche-de-Rouergue, dans l'Aveyron. Par la population, c'est le 82e (numéro INSEE : 1L) des 96 espaces urbains français. 